# Amman Club (féminines)
Maillots
Le Amman Sports Club (en arabe : نادي عمان الرياضي), plus couramment abrégé en Amman Club, est un club jordanien de football féminin fondé en 2005 et basé à Amman, la capitale du pays.
Il évolue en Women's Football League jordanienne.

## Histoire
Le club est à l'origine la section féminine du Amman SC. Après avoir remporté son premier titre national en 2010, Amman subit la domination du Shabab Al-Ordon avant de retrouver sa couronne en 2015, puis en 2017,. En 2019, pour la première saison professionnelle du championnat, le club est battu en finale par le Shabab Al-Ordon (0-1). L'équipe remporte ensuite le titre en 2020, puis en 2021 après une victoire 4-1 face à Al-Ahli.
Le club remporte le Championnat féminin des clubs de l'AFC 2021.

## Palmarès
| Compétitions nationales                                                                               | Compétitions internationales                                      |
| --- | ----------------------------------------------------------------- |
| - Championnat de Jordanie (5) : - Champion : 2010-2011, 2014-2015, 2016-2017, 2019-2020 et 2020-2021. | - Championnat féminin des clubs de l'AFC (1) : - Champion : 2021. |